# Rostraria pumila
Rostraria pumila là một loài thực vật có hoa trong họ Hòa thảo. Loài này được (Desf.) Tzvelev miêu tả khoa học đầu tiên năm 1970 publ. 1971.